# Campyloides fleutiauxi
Campyloides fleutiauxi is een keversoort uit de familie kniptorren (Elateridae). De wetenschappelijke naam van de soort is voor het eerst geldig gepubliceerd in 1905 door Schwarz. De soort werd genoemd naar de Franse entomoloog Edmond Fleutiaux.